# Marco Antonio Montes de Oca
Marco Antonio Montes de Oca (Ciudad de México, 3 de agosto de 1932 - Ciudad de México, 7 de febrero de 2009) fue un poeta y pintor mexicano, autor de una extensa e influyente obra poética.

## Biografía
Formado en Filosofía y Derecho en la UNAM, tuvo una destacada labor en el ámbito cultural. Fundó la filial mexicana del Pen Club de la cual fue secretario; presidió la Asociación de Escritores de México (1976-1978) y ejerció como redactor y asesor de la Coordinación de Humanidades de la UNAM, donde además dirigió la Colección Poemas y Ensayos. Fue profesor de la Universidad de Essex, Inglaterra. De 1978 a 1980 ocupó el cargo de agregado cultural de México en España.
Colaboró en numerosas publicaciones literarias como el suplemento cultural de Excélsior, Plural, Vuelta, La Palabra y el Hombre, La Vida Literaria, Novedades, Pájaro Cascabel, Revista Mexicana de Literatura, Revista Universidad de México, Cuadernos del Viento, El Rehilete y Estaciones.
Fue becario en dos oportunidades del Centro Mexicano de Escritores: de 1955 a 1956 y de 1960 a 1961. Obtuvo dos veces la beca Guggenheim: de 1967 a 1968 y de 1970 a 1971. También accedió a la beca del Fondo Nacional para la Cultura y las Artes de 1989 a 1990.
En 1959 obtuvo el premio Xavier Villaurrutia por Delante de la luz cantan los pájaros, en 1966 el Premio Mazatlán de Literatura, en 1984 el Premio Zacatecas por Tablero de orientaciones y en 1985 el Premio Nacional de Literatura y Lingüística.
Su poesía se caracteriza por el dominio de la metáfora y su rigurosidad en el manejo del idioma. Según el poeta y crítico literario José María Espinasa:

Su manera de entender el poema tenía que ver con una especie de río de imágenes, era abrumador porque nos llevaba en una corriente caudalosa. Esto marcó mucho la lírica mexicana. En los años posteriores hubo cambios de estilo en los poetas. Montes de Oca tiene una obra muy extensa; conseguía eso que decía Paz: ser distinto en cada libro pero seguir siendo el mismo.

A propósito de su obra, Montes de Oca dijo:

Lo que quiero es robar imágenes, almacenar mis tesoros de lágrimas con fuego adentro. Lo que quiero son mis metáforas, mis imágenes, mi infinita persecución y búsqueda de una verdad que afortunadamente ignoro y de la cual sólo conozco lo necesario para seguir buscándola.

Sus principales obras poéticas fueron Ruina de la infame Babilonia (1953) y Delante de la luz cantan los pájaros (1959). Escribió una autobiografía (1967) y un libro de cuentos (Las fuentes legendarias, 1966). Montes de Oca también se dedicó a la pintura y a la escultura. Falleció el 7 de febrero de 2009 en Ciudad de México, de un ataque cardíaco.

## Obras
Poesía
- Ruina de la infame Babilonia (Stylo, 1953)
- Contrapunto de la fe (Los Presentes, 1955)
- Pliego de testimonios (Metáfora, 1956)
- Delante de la luz cantan los pájaros (FCE, Letras Mexicanas, 1959)
- Cantos al sol que no se alcanza (FCE, 1961)
- Fundación del entusiasmo (UNAM, Poemas y Ensayos, 1963)
- La parcela en el edén (Pájaro Cascabel, 1964)
- Vendimia del juglar (Joaquín Mortiz, Las Dos Orillas, 1965)
- Pedir el fuego (Joaquín Mortiz, 1968)
- Lugares donde el espacio cicatriza (Joaquín Mortiz, Las Dos Orillas, 1974)
- Se llama como quieras (UNAM, Poemas y Ensayos, 1974)
- Las constelaciones secretas (FCE, 1976)
- En honor de las palabras (Joaquín Mortiz, 1979)
- Migraciones y vísperas (Oasis, 1983)
- Cuenta nueva y otros poemas (Martín Casillas, 1983)
- Tablero de orientaciones (Premiá, 1984)
- Vaivén (Joaquín Mortiz, 1986)
- Altanoche (SEP, Lecturas Mexicanas, 1986)
- Vocación tras la ventana (bilingüe) (Centro de Estudios Universitarios Londres, 1998)

Cuentos
- Las fuentes legendarias (Joaquín Mortiz, 1966)

Memorias
- Marco Antonio Montes de Oca (Empresas Editoriales, 1967)

Antologías
- Poesía reunida (1953–1970) (FCE, Letras Mexicanas, 1971)
- El surco y la brasa (FCE, Letras Mexicanas, 1974) Traducciones, en colaboración con Ana Luisa Vega.
- Poesía, crimen y prisión (Secretaría de Gobernación, 1975)
- Comparecencias (poesía 1968–1980) (Seix Barral, 1980)
- Pedir el fuego (antología 1953–1991) (Joaquín Mortiz/CONACULTA, 1992)
- Delante de la luz cantan los pájaros (Poesía 1953-2000) (FCE, Letras Mexicanas, 2000)

## Premios
| Predecesor: Josefina Vicens | Premio Xavier Villaurrutia 1959 | Sucesor: Rosario Castellanos |